# Ма Минъюй
Ма Минъюй (кит. трад. 馬明宇, упр. 马明宇, пиньинь Mǎ Míngyǔ; 10 августа 1972, Чунцин, провинция Сычуань) — китайский футболист, атакующий полузащитник, выступал за сборную Китая. Выступал на ряде крупных международных турниров, включая Кубок Азии по футболу 1996 и 2000 годов. Был капитаном сборной на кубке мира 2002 года. Большую часть карьеры провёл в клубе «Сычуань Гуаньчэн». Некоторое время выступал за клуб «Перуджа» итальянского чемпионата.

## Карьера

### Клубная
Большую часть карьеры Ма Минъюй провёл в клубе «Сычуань Гуаньчэн», в которую несколько раз возвращался и где закончил футбольную карьеру. После удачного сезона 1994 года, в котором Ма входил на площадку в 21 матче и отметился 3 голами, игрока заметили скауты другого китайского клуба «Гуандун Хунъюань», который ставил задачу выигрыша чемпионата.
Перед началом сезона 1995 года игрок перешёл в «Гуандун», однако несмотря на хорошее начало сезона, клуб по его итогам занял лишь 4-е место, а в следующем финишировал 9-м, после чего Ма решил вернуться в «Сычуань».
Возвращение оказалось удачным как для клуба, так и для игрока — в сезоне 1999 года команду рассматривали как претендента на чемпионский титул, однако она завоевала лишь «бронзу» и повторила свой успех в сезоне 2000. Игрок выходил в основе и наигрывался на левом фланге полузащиты, аналогичную позицию он занял и в составе национальной сборной. На данной позиции Ма привлёк внимание итальянского клуба Серии А «Перуджа», который выкупил трансфер игрока на сезон 2000-01. Однако в новом клубе Ма так ни разу и не выходил на поле и в итоге вновь вернулся в «Сычуань», с которым готовился к кубку мира 2002 года. По окончании сезона 2003 года игрок принял решение о завершении карьеры.

### Международная
За основную сборную Китая игрок дебютировал 30 января 1996 года на позиции атакующего полузащитника в квалификации к Кубку Азии 1996 года. В матче против Макао китайская сборная одержала уверенную победу со счётом 7-1. В следующем матче квалификации против команды Филиппин 1 февраля 1996 года игрок забил свой первый гол, а сборная Китая вновь победила с разгромным счётом 7-0. После нескольких товарищеских матчей Ма стал игроком основного состава и принял участие в Кубке Азии по футболу 1996 года. К концу турнира игрок заслужил хорошую репутацию и с приходом Боры Милутиновича на пост главного тренера стал капитаном сборной. В составе сборной выступал на Кубке Азии 2000 года, занял с командой 4-е место. Принимал участие в отборочном турнире к Чемпионату мира 2002 года, а также на самом турнире. С уходом с поста главного тренера сборной Милутиновича вскоре и сам прекратил выступления за национальную команду.